# Парламентские выборы в Литве (2008)
Парламентские выборы в Литве 2008 года прошли в два тура, 12 и 26 октября. Одновременно с первым туром выборов состоялся консультативный референдум о продлении работы Игналинской атомной электростанции, несмотря на то, что Литва обязалась закрыть АЭС при присоединении к Европейскому Союзу.
70 депутатов были избраны по партийным спискам, 71 депутат по одномандатным округам, а в тех избирательных округах, где ни один кандидат 12 октября 2008 года не набрал более 50% голосов избирателей, 26 октября состоялся второй тур.

## Предвыборная кампания
В выборах по партийным спискам участвовали 1 коалиция и 15 политических партий. В первом туре выборов Сейма приняли участие 48,59 % избирателей, на втором этапе явка составила 32,3 %. Окончательное утверждение итогов выборов состоялось 2 ноября.
Правящая коалиция в лице социал-демократов, Партии труда, социал-либералов и Крестьянского народного союза (преемник партий Крестьянской и «Новой демократии») потерпели поражение, получив вместо 80 мест в Сейме всего 38 мандатов. Зато ведущая правоцентристская оппозиционная партия, Союз Отечества — Литовские христианские демократы, почти удвоил своё представительство в парламенте. Крайне успешно выступила новая политическая сила, Партия национального возрождения, сформированная группой известных телеведущих, актёров, эстрадных певцов и участников реалити-шоу во главе с популярным телеведущим и шоуменом Арунасом Валинскасом. Преодолеть заградительный барьер также смогли правоцентристские партии Союз либералов и центра и Либеральное движение. Все вместе правые и правые центристы получили большинство в 80 мест из 141.

## Результаты выборов
| Партии                                            | Оригинальное название                                  | Голоса      | %     | Места      | Места      | Места |
| Партии                                            | Оригинальное название                                  | Голоса      | %     | По спискам | По округам | Всего |
| ------------------------------------------------- | ------------------------------------------------------ | ----------- | ----- | ---------- | ---------- | ----- |
| Союз Отечества — Литовские христианские демократы | лит. Tėvynės sąjunga - Lietuvos krikščionys demokratai | 243 823     | 19,72 | 18         | 27         | 45    |
| Партия национального возрождения                  | лит. Tautos prisikėlimo partija                        | 186 629     | 15,09 | 13         | 3          | 16    |
| Порядок и справедливость                          | лит. Tvarka ir teisingumas                             | 156 777     | 12,68 | 11         | 4          | 15    |
| Социал-демократическая партия Литвы               | лит. Lietuvos socialdemokratų partija                  | 144 890     | 11,72 | 10         | 15         | 25    |
| Коалиция Партии труда и Молодёжи                  | лит. Koalicija Darbo partija + Jaunimas                | 11 1149     | 8,99  | 8          | 2          | 10    |
| Движение либералов                                | лит. Lietuvos Respublikos liberalų sąjūdis             | 70 862      | 5,73  | 5          | 6          | 11    |
| Союз либералов и центра                           | лит. Liberalų ir centro sąjunga                        | 66 078      | 5,34  | 5          | 3          | 8     |
| Избирательная акция поляков Литвы                 | лит. Lietuvos lenku rinkimu akcija                     | 59 237      | 4,79  | 0          | 3          | 3     |
| Литовский крестьянский народный союз              | лит. Lietuvos valstiečių liaudininkų sąjunga           | 46 162 3,73 | 3,73  | 0          | 3          | 3     |
| Новый союз (социал-либералы)                      | лит. Naujoji sąjunga (socialliberalai)                 | 45 061      | 3,64  | 0          | 1          | 1     |
| Партия «Фронт»                                    | лит. "Fronto" partija                                  | 40 016      | 3,24  | 0          | 0          | 0     |
| Партия «Молодая Литва»                            | лит. Partija "Jaunoji Lietuva"                         | 21 589      | 1,75  | 0          | 0          |       |
| Гражданская демократическая партия                | лит. Pilietinės demokratijos partija                   | 13 775      | 1,11  | 0          | 0          | 0     |
| Союз русских Литвы                                | лит. Lietuvos rusų sąjunga                             | 11 357      | 0,92  | 0          | 0          | 0     |
| Литовский социал-демократический союз             | лит. Lietuvos socialdemokratų sąjunga                  | 10 642      | 0,86  | 0          | 0          | 0     |
| Литовская центристская партия                     | лит. Lietuvos centro partija                           | 8 669       | 0,70  | 0          | 0          | 0     |
| Независимые                                       |                                                        | —           | —     | —          | 4          | 4     |
| Недействительные голоса                           |                                                        | 73 239      | —     | —          | —          | —     |
| Всего                                             |                                                        | 1 309 965   | 100   | 70         | 71         | 141   |
| Зарегистрировано избирателей/Явка                 |                                                        | 2 696 090   | 48,59 |            |            |       |

По результатам выборов кабинет министров сформировали четыре партии: Союз Отечества, Партия национального возрождения, Союз либералов и центра и Либеральное движение. Возглавил новое правительство Андрюс Кубилюс.